# Igreja Senhor São Félix
A Igreja Senhor São Félix é um templo religioso católico situado em São Félix, município do estado brasileiro da Bahia.
Homenagem a São Félix, a edificação se localiza na esquina da Praça João Pessoa na área central da cidade.
Construída possivelmente no final do século XVIII, a igreja em torno da qual se desenvolveu a povoação de São Félix apresenta características que imitam a arte renascentista europeia.

Possui dupla escadaria que dá acesso ao adro e eleva a edificação por cerca de dois metros sobre a praça. 

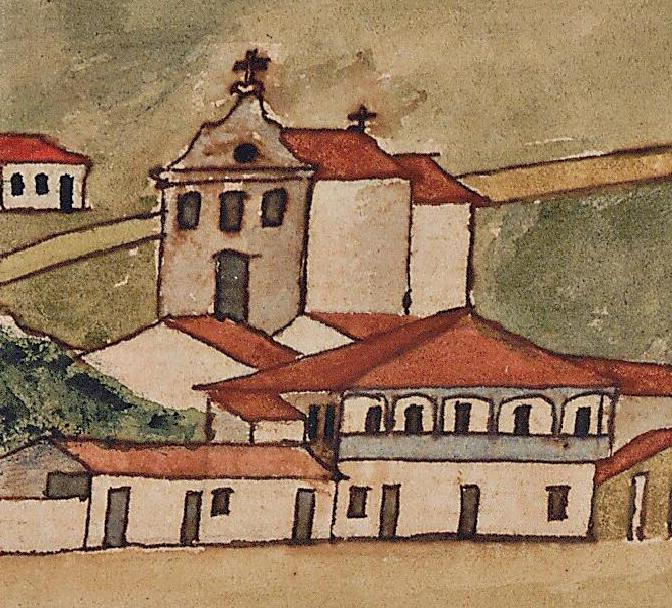
Igreja Senhor São Félix em gravura do século XIX do acervo do Arquivo Nacional

O casario que compõe a praça João Pessoa passou por transformações que alteraram a aparência original do conjunto urbanístico e paisagístico.
Não há informações precisas sobre a data de construção da igreja, mas em gravura do século XIX  é possível notar a Igreja ainda sem torre.
Em 1945 foi finalizada a construção de um anexo à Igreja que abriga o Apostolado da Oração, obra realizada pelo então responsável pela paróquia, o Vigário Fr. Paulo O. Carm.
Foi tombada em 2006 pelo Instituto do Patrimônio Artístico e Cultural da Bahia (IPAC).
No mês de setembro ocorre a tradicional lavagem do Adro da igreja, uma das atividades de comemoração da festa de São Félix, padroeiro do município.